# IC 647
IC 647 је елиптична галаксија у сазвјежђу Хидра која се налази на листи објеката дубоког неба у Индекс каталогу.
Деклинација објекта је - 12° 51' 14" а ректасцензија 10h 50m 34,4s. Привидна величина (магнитуда) објекта IC 647 износи 15,0 а фотографска магнитуда 16,0. IC 647 је још познат и под ознакама NPM1G -12.0336, PGC 946616.